# 郭亮洞
郭亮洞（又名郭亮洞挂壁公路、郭亮隧道、郭亮隧道、万仙山绝壁长廊、郭亮村绝壁长廊）是中国河南省辉县市沙窑乡郭亮村开凿的隧道。

## 历史
郭亮村位于太行山深处海拔1700米高的悬崖上，三面环山，一面临崖。绝壁属沉积砂岩，硬度8.2级。出入道路是一条石阶，明代始建，清道光年间扩修。
1971年秋，经村党支部书记申明信提议，郭亮村村民发誓凿穿绝壁，打通通往山外的路。1972年3月9日，郭亮洞开工。1977年5月1日，郭亮洞正式通车。高5米、宽4米，全长1300米，完成石方2.6万m³。期间王怀堂等人牺牲。
1976年，日本裕田影视公司摄制了专题片。2016年，广东卫视播出四集纪录片《绝壁长廊——凿出来的幸福生活》。电影《举起手来》发行后，吸引了很多游客。郭亮洞现为国家4A级景区万仙山的第一分景区。

## 扩展阅读
- 万洪志、杨剑虹著，《绝壁长廊——郭亮洞是这样凿成的》，2017，ISBN 978-7-5348-6968-6